# 清代熊岳驻防

奉系时代的熊岳城

清代熊岳驻防是清代驻防于军事重镇熊岳城（位于今中华人民共和国辽宁省营口市鲅鱼圈区熊岳镇）的八旗官兵。
熊岳城是清代除省城以外设置驻防最早、级别最高，兵员最多的城池之一。曾驻有包括巴尔虎和锡伯部在内的满洲、蒙古、汉军八旗官兵。

## 沿革

### 熊岳城守官时期
清初驻防八旗制度尚未成熟，1644年-1687年间，虽然熊岳城是关外的重要军事据点，其主官仅称为“城守官”（推测为品秩为正三品左右）。清顺治元年，清军入关，关外由内大臣何洛会为盛京总兵（昂邦章京），在熊岳、锦州、宁远、凤凰城、兴京、义州、新城、牛庄、岫岩9地设城守官。根据《奉天通志》记载，熊岳城守官下辖满洲佐领3名、汉军佐领1名:大事二十八，推测兵员600名，是这9处城守官中下辖兵力最多的。:64,65,68

### 熊岳防守尉时期
1687年-1727年间，熊岳城主官为熊岳防守尉。1662年（康熙元年），盛京昂邦章京改为镇守辽东等处将军（即后来的盛京将军）。1687年，熊岳设防守尉（正四品）1名，其下有防御（正五品）8名，1689年增设骁骑校（正六品）1名。防守尉初设时期有八旗兵丁1000名。:65,66,68
清初的驻防八旗兵员由京旗拨派，故而驻防人员仍认为北京是真正的居住地。而在康熙年间八旗驻防制度成熟，在各地驻防的官兵虽然仍保留原有的旗分，实质上与八旗旗主已经脱离主从关系，以驻防地的佐领为主。驻防熊岳的八旗官兵也经历了这种重编。:66
康熙年间曾数次裁撤熊岳的汉军八旗兵丁，总计586名。这些汉军兵丁以正身旗人的身份认领册地。有学者认为裁撤汉军的理由是该时期有善于骑射的东北少数民族编入八旗，汉军旗的作用降低；同时令汉军解甲归田，可以开发辽东闲置的土地。:68,69
康熙年间曾4次向熊岳增员。第1次是1692年（康熙31年），编入八旗的巴尔虎蒙古被派驻各地，其中有55人派驻熊岳。第2次是1693年（康熙32年），熊岳城增设铁匠9名。铁匠为随军匠役，收入较低。当时盛京将军以下各地正规兵员月饷2两，匠役月饷为其四分之一，仅5钱。第3次增兵是1699年（康熙38年），编入八旗的锡伯部被派往盛京驻防，其中131名派驻熊岳。第4次为1722年（康熙61年），抽调福建汉军180名充实盛京各处，有16名派驻熊岳。:69

### 熊岳副都统时期
1727年-1843年间，熊岳城主官为熊岳副都统。1727年（雍正5年），朝廷考虑熊岳位于辽南中部，适于军事调度，在熊岳设副都统，统辖辽南各处的驻防事务。副都统虽然品级低于将军，但地位相对独立，基本不受将军干预。这一变化使得熊岳成为辽南地区实质上的首府，管理鸭绿江至辽东半岛地区:483。同一时期全国单独设副都统（不含将军驻地）的驻防地点共有19处，其中关外有10处（今辽宁境内仅有熊岳和锦州两处），关内9处。:66,67
据记载，熊岳副都统下辖兵员最多时为1114名，其中满洲兵957名，蒙古兵（不含巴尔虎）91名，巴尔虎56名。乾隆、道光年间，兵员数稳定在950名左右。:69,70

### 第二次熊岳防守尉时期
1843年-1911年，熊岳城主官重新降级为防守尉。1831年起，有英国的走私舰进入辽东湾，试图登陆。为了加强海防，1843年（道光21年），熊岳副都统衙门迁往金州，就近统领旅顺水师营。熊岳主官降为防守尉级别，下辖防御2名、骁骑尉2名，兵员减至560名。:67,70
清末时防守尉以下有佐领1名（巴尔虎）、防御1名、骁骑尉1名、骁骑校6名（含巴尔虎1名）。在防守尉级别的军事据点中，熊岳仍属兵员充实之处，甚至略多于岫岩、兴京、盖州等城守尉级别的据点。:71

## 驻防官兵收入
一般而言，八旗兵丁的经济收入来源是粮饷，包括饷银、岁米、马干（马料）、名粮等。饷银和岁米是固定收入。例如下级军官领催、前锋每年银36两、米48斛，炮手、马甲（骑兵）每年银24两、米36斛，步军、匠役每年银12两米24斛等。然而东北地区的驻防兵丁收入有所不同。明末清初由于辽东战乱频仍，人丁稀少，土地撂荒，盛京各地的八旗兵丁跑马占荒获取了大量土地。关外兵丁兼务农业，每年饷银收入与关内驻防兵丁相同，但无岁米，以旗田收入充当。
旗田是驻防八旗所拥有的田地，包括国有、按人分配的“红册地”和私自开垦的“旗余地”。以规定红册地旗田份额而言，城守尉有地60晌（1晌合6亩）（约24公顷），笔帖式25晌（10公顷），防御35晌（14公顷），骁骑校30晌（12公顷），甲兵10晌（4公顷）。其粮食收入比关内兵丁约多一倍。旗田随旗人人口增长面积也逐渐增加：1693年（康熙32年）熊岳驻防八旗有旗田21,971晌，至1727年（雍正5年）增加至56,721晌，1780年（乾隆45年）为57,482晌。
旗田在早期并无税赋，但由于私垦旗田较多，康熙朝起对盛京旗田征税。私垦旗田（旗余地）需要上报，并按照土地面积和等级交税。红册地原则上属国有，不准私自交易，但可以在本旗内转让；旗余地则逐渐被默认，可以买卖。旗田大多租给民人，收取地租。

## 驻防熊岳的八旗分布
熊岳驻防八旗居住地在今辽宁省营口市鲅鱼圈区和盖州市境内，东起陈屯，西到渤海海岸，南起九垄地、归州，北到红旗镇、鲅鱼圈。清代八旗驻防，各旗方位有惯例，即八旗方位：一般两黄旗在北、两白旗在东、两红旗在西、两蓝旗在南。这一原则据说与五行相克、五色与五行配属有关。然而熊岳的驻防八旗的村落分布并不符合这一规则。:74,75
以熊岳城为中心，南方为正黄旗（今九垄地街道正黄旗村）、镶黄旗（原熊岳镇政府附近）、巴尔虎（九垄地街道东达营、西达营）；东方为正白旗（今熊岳镇温泉村）；北方为镶白旗（营口市鲅鱼圈区红海办事处）、正蓝旗（鲅鱼圈区红旗镇西蓝旗村）；西方为正红旗（九垄地街道正红旗村）；西南为镶蓝旗（归州街道厢蓝旗村）、镶红旗（归州街道厢红旗村）。:75东部山区（千山余脉）没有旗人居住。
至今很多村庄地名仍然反映八旗的旗分，但需要注意称“红旗”的地名未必来自清代的两红旗，原两白旗所在地名现在也常不带“白”字。这是因为在中华人民共和国成立后，地名顺应政治风潮而被修改。例如正白旗所在地原名（正）白旗村，被改名为温泉村；镶白旗所在地被改为红海村（红海办事处）；正蓝旗的所在地也被改为红旗镇。:75

## 驻防熊岳的巴尔虎蒙古
康熙年间，巴尔虎蒙古5000余人从外蒙古内迁，其中1200人被编入清朝的军事力量。最初巴尔虎未被编入八旗，朝廷专设正三品巴尔虎佐领10员进行管理。巴尔虎人保持蒙古生活习惯，在辽阳、牛庄一带放牧，住蒙古毡房，他们游牧的一些地方因此得名“营子”、“达子营”等，熊岳附近至今有这类名称的村庄，营口市的旧称“没沟营”也来源于此。:71
这些巴尔虎人后来被编入上三旗（镶黄、正黄、正白），在三旗各置佐领一名，分拨各处驻防。10个巴尔虎牛录里有3个牛录驻防于盛京，而其它7个牛录分别驻防于盛京将军下辖的开原、辽阳、熊岳、复州、金州、岫岩、凤凰城:49。熊岳城与凤凰城的巴尔虎的旗分为正黄旗。清廷为了保证作为后来者的巴尔虎人不被歧视，在巴尔虎驻防地都设置巴尔虎旗衙门，独立于八旗衙门，故而民间俗称为“第九旗”。:71,72
巴尔虎牛录后来也编入了来自其他蒙古部的人员。例如，1731年（雍正9年），有来自西蒙古的乌梁海1牛录62户176名，编入盛京将军辖下包括熊岳城在内的各巴尔虎牛录。:50
生活在熊岳乃至整个辽宁地区的巴尔虎人因在旗时间长久，生活习惯已与满洲旗人同化，很多人在报民族身份时报为满族。:72

## 驻防熊岳的锡伯
锡伯人在清代前期为科尔沁王公所属。1692年（康熙31年），清廷为加强军事力量，从科尔沁贵族处赎得锡伯等部，计万余丁，编为84个牛录，归入上三旗。最初这些人驻防于伯都讷、乌拉等地，1699年（康熙38年），锡伯大部分调入盛京，少部分调往北京，在盛京的锡伯人被分派往下辖各处驻防，其中熊岳城131名。:72,73
1764年（乾隆29年），朝廷抽调锡伯兵丁充实新疆防卫。抽调的约1000名锡伯兵丁中有51人来自熊岳，连同家属共计200余人。:73